# Opisthoxia bella
Opisthoxia bella là một loài bướm đêm trong họ Geometridae.